# Ripipteryx vicina
Ripipteryx vicina is een rechtvleugelig insect uit de familie Ripipterygidae. De wetenschappelijke naam van deze soort is voor het eerst geldig gepubliceerd in 1956 door Chopard.